# 丰文街道
丰文街道是中华人民共和国重庆市沙坪坝区下辖的一个街道办事处。

## 行政区划
丰文街道下辖以下村级行政区划单位：
丰文社区、清悦社区、崇贤社区、丰盛社区、人和门村、三河村。